# Impacts de Tours
 (Mai 2025).
Motif : sources locales
- Archive Wikiwix
- Bing
- Cairn
- DuckDuckGo
- E. Universalis
- Gallica
- Google
- G. Books
- G. News
- G. Scholar
- Persée
- Qwant
- (zh) Baidu
- (ru) Yandex
- (wd) trouver des œuvres sur Wikidata

| 1. | Préciser le motif de la pose du bandeau. | Précisez le motif de la pose du bandeau en utilisant la syntaxe suivante : {{admissibilité à vérifier\|date=mai 2025\|motif=remplacez ce texte par le motif}}                         |
| 2. | Informer les utilisateurs concernés.     | Pensez à avertir le créateur de l'article, par exemple, en insérant le code ci-dessous sur sa page de discussion : {{subst:avertissement admissibilité à vérifier\|Impacts de Tours}} |

 (février 2017).
Maillots
Le Touraine Floorball ou Impacts de Tours est un club de floorball français fondé en 2013, basé à Tours. L'Impact de Tours évolue actuellement en championnat de France division 2.

## Histoire

### Origine du club
Le Touraine Floorball club a vu le jour le 15 avril 2013 à la suite de la proposition de Vincent Nicolosi qui avait pratiqué l'activité à Orléans. C'est avec un groupe d'amis qu'il s'est lancé dans ce projet de création de club sans avoir une grande connaissance de l'activité. Dès la première séance, l'ensemble des joueurs a adhéré à ce sport et a pris beaucoup de plaisir. Après deux mois de pratique en extérieur, les entraînements se sont délocalisés dans le gymnase prêté par l'IME des Tilleuls de Tours.
Très rapidement, l'ensemble des joueurs a l'ambition d'intégrer le championnat lors de la saison 2013-2014. Le club se met donc en relation avec le Club de floorball orléanais afin d'organiser une rencontre amicale. « Les Impacts » participent donc à quatre matchs amicaux face à Orléans et le PUC lors de la dernière journée de championnat féminin à Orléans.

## Résultats du club

### Championnat de France
| Saison    | Division                      | MJ | Gagnés | Nuls | Perdus | BP | BC | Diff. | Classement final   |
| --------- | ----------------------------- | -- | ------ | ---- | ------ | -- | -- | ----- | ------------------ |
| 2018-2019 | Nationale 2 - Playdowns       | 2  | 2      | 0    | 0      | 8  | 1  | +7    | En cours           |
| 2018-2019 | Nationale 2                   | 10 | 5      | 1    | 4      | 36 | 28 | +8    | 4e Conférence Nord |
| 2017-2018 | Nationale 2 - Playoffs        | 4  | 0      | 0    | 4      | 8  | 17 | -13   | 6e National        |
| 2017-2018 | Nationale 2                   | 10 | 7      | 1    | 2      | 55 | 33 | +22   | 2e Conférence Nord |
| 2016-2017 | Playoffs                      | 2  | 1      | 0    | 1      |    |    |       | 10e National       |
| 2016-2017 | D2 - Centre                   | 10 | 6      | 3    | 1      | 48 | 22 | +26   | 2e                 |
| 2015-2016 | D2 - Poule Centre Nord        | 12 | 6      | 2    | 4      | 53 | 34 | +19   | 3e                 |
| 2014-2015 | D2 Poule C (Centre/Sud Ouest) | 10 | 5      | 2    | 3      | 50 | 28 | +22   | 3e                 |
| 2013-2014 | D2 Poule C (Centre/Sud)       | 10 | 4      | 3    | 3      | 27 | 23 | +4    | 4e                 |

| Saison    | Division              | MJ | Gagnés | Nuls | Perdus | BP | BC | Diff. | Classement final   |
| --------- | --------------------- | -- | ------ | ---- | ------ | -- | -- | ----- | ------------------ |
| 2018-2019 | Division 3 - Playoffs |    |        |      |        |    |    |       | En cours           |
| 2018-2019 | Division 3            | 8  | 3      | 0    | 5      | 24 | 35 | -11   | 4e Poule Sud Ouest |

## Autres équipes
L'association possède une équipe adultes en compétition, un groupe loisir (qui débutera en compétition en D3 à compter de la saison 2017-18) ainsi qu'une section jeune pour les enfants.